# Le spectre de la rose

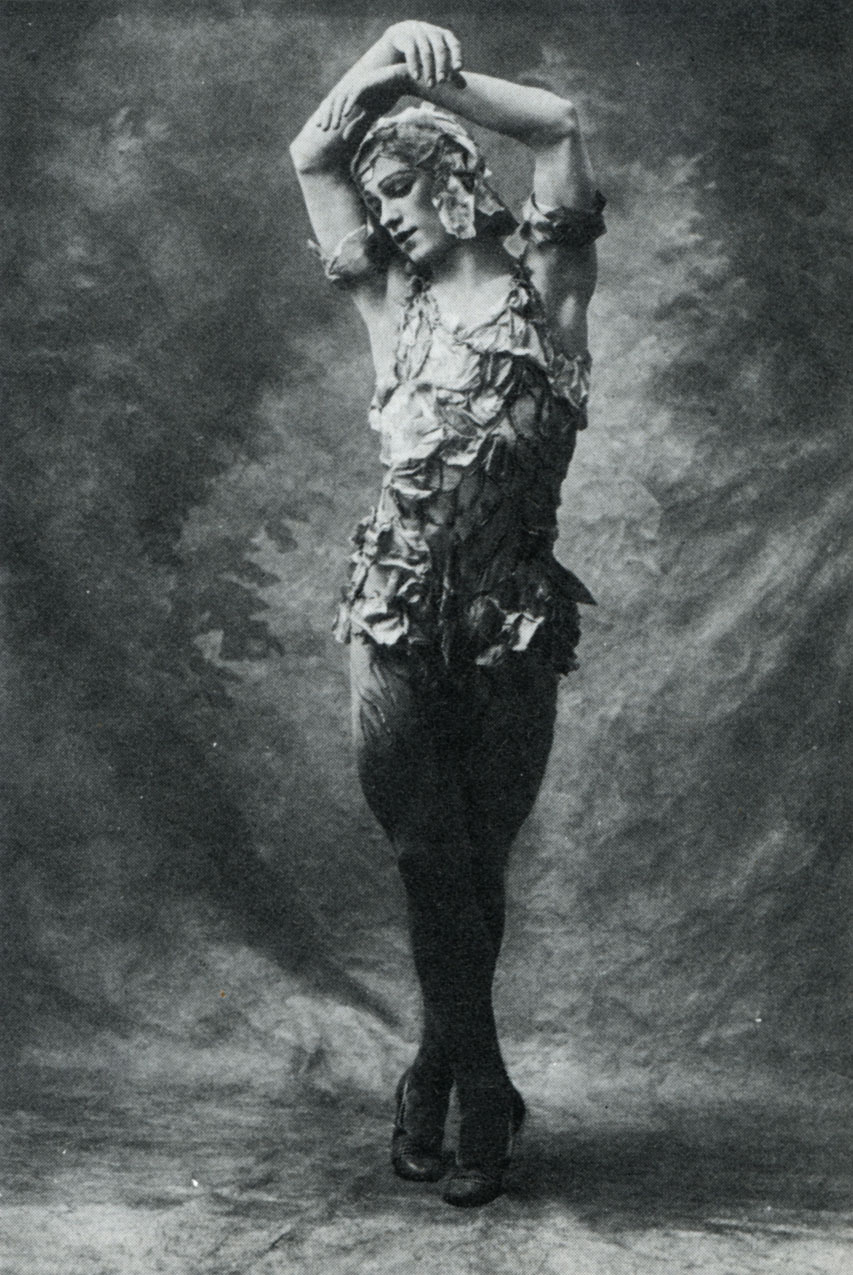
De dans van de geest omvat elementen die traditioneel voor ballerina's waren, waardoor de rol androgyne overkomt (Ballets Russes, 1911)

Le spectre de la Rose (Nederlands: De geest van de roos; Russisch: Видение Розы, Vidjenije Rozy) is een ballet in één bedrijf van Michel Fokine. Jean-Louis Vaudoyer baseerde het libretto op een gelijknamig gedicht van de Franse schrijver Théophile Gautier uit 1838. Het ballet is gezet op Hector Berlioz' herwerking uit 1841 van Afforderung zum Tanz, een pianostuk van Carl Maria von Weber. Russisch kunstenaar Léon Bakst ontwierp de kostuums en decors. De Ballets Russes brachten Le spectre de la rose in première op 19 april 1911 in het Théâtre de Monte Carlo te Monaco. Vaslav Nijinsky en Tamara Karsavina dansten toen in de hoofdrollen.

## Verhaal
De slaapkamer van een jonge vrouw, ca. 1830. De jonge vrouw komt haar kamer binnen, gekleed in een witte hoed en baljurk. Ze is een debutante en kwam net thuis van haar eerste bal. Ze heeft een roos bij, een souvenir van de avond. De jonge vrouw gaat in een stoel zitten en valt in slaap. De roos slipt van tussen haar vingers en valt op de vloer.
Een gedaante verschijnt aan het raam: de geest van de roos. Hij betreedt de kamer en nadert de jonge vrouw. Hoewel zij slaapt, gaat ze rechtop staan. De slapende vrouw en de geest van de roos gaan aan het dansen. Nadien leidt de geest de debutante terug naar de stoel. Hij geeft haar een kus en springt door het raam opnieuw de nacht in. De vrouw ontwaakt. Ze raapt de gevallen roos op en geeft die een kus.
Het verhaal van Le spectre de la rose is gebaseerd op Théophile Gautiers gedicht van dezelfde naam. Daarin spreekt een roos tot een debutante. In het ballet droomt de jonge vrouw van een geliefde die haar de roos gaf. De geest van de roos kan ook een symbool zijn voor haar eerste romantische ervaring of de liefde in het algemeen.

## Choreografie
Le spectre de la rose is een pas de deux, maar gaat verder dan de techniek van de pas de deux uit het 19e-eeuws klassiek ballet. Michel Fokine vulde Le spectre met continue beweging en expressiviteit die aan moderne dans doen denken. De choreografie voor de geest van de roos in het bijzonder is opmerkelijk. Deze rol is geschreven voor een mannelijk danser, maar heeft wel een variatie of danssolo. Variaties waren in romantisch en klassiek ballet voor vrouwen gereserveerd. Bovendien vraagt de variatie een traditioneel vrouwelijk armgebruik (port de bras) van de danser, met geronde en gebogen bewegingen. Het beenwerk is volgens de conventies wel mannelijk. Die choreografie geeft de rol van de geest een androgyne karakter.
De geest van de roos, bij de première gedanst door Vaslav Nijinsky, verdwijnt aan het einde van het ballet met een sprong van de scène. De danser vertrekt van het midden van het podium, neemt vijf looppasen en springt met de zesde pas door het raam van het decor. In de oorspronkelijke productie vingen vier mannen Nijinsky op achter de set. Niemand in het publiek zag hem landen. Om de sprong hoog en lang te doen lijken, werd onder het raam een overdreven lage plint voorzien. Ook rekte de dirigent het voorlaatste akkoord.
Tamara Karsavina danste de rol van de debutante gedeeltelijk met gesloten ogen. Deze prestatie gaf aan dat de jonge vrouw sliep, maar werd niet herhaald in latere producties.

## Muziek
De basis voor de score van Le spectre de la rose is Afforderung zum Tanz (Nederlands: Uitnodiging tot de dans), een pianostuk uit 1819 van de Duitse componist Carl Maria von Weber. Von Weber schreef voor zijn werk ook een programma over een jonge man en vrouw die elkaar op een bal ontmoeten en samen dansen vooraleer hun wegen scheiden. In 1841 verzorgde Hector Berlioz een nieuwe orkestratie voor Afforderung in opdracht van de Opéra Garnier in Parijs. Die bewerking werd geschreven voor een kort ballet in het tweede bedrijf van de grand opéra Der Freischütz. Le spectre de la rose gebruikt Berlioz' versie.

## Kostuums en decor
Russisch kunstenaar Léon Bakst voorzag de originele productie van de Ballets Russes van kostuums en decorstukken. Zijn ontwerpen bleven de referentie voor latere uitvoeringen. Vooral de outfit van de geest van de roos, een roze maillot met een lijfje en kap die uit rozenblaadjes gemaakt lijken, is iconisch. Rex Whistler tekende een nieuw decor voor het Sadler's Wells Ballet in 1946. Zijn set was luxueuzer dan die van Bakst en getuigt van een iets latere periode dan de jaren 1830.

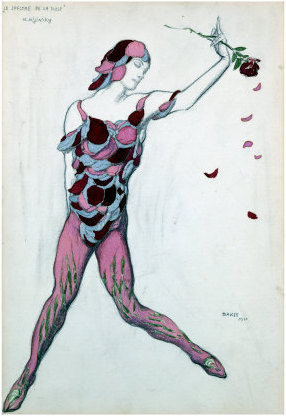
Het kostuum in kleur (Bakst, 1911)
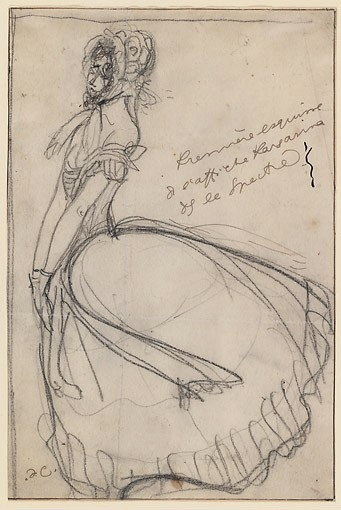
Kostuum voor de vrouw (Bakst, 1911)
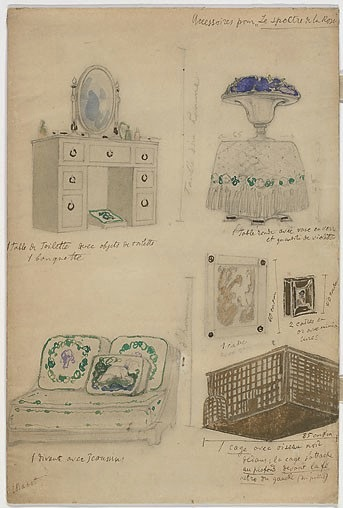
Rekwisieten voor het ballet (Bakst, 1911)

## Producties
Sergej Diaghilev, directeur van de Ballets Russes, hoopte in 1911 Vaslav Nijinsky's ballet L'après-midi d'un faune voor te stellen. Dit stuk zou echter niet op tijd af raken. In het Ballets Russes seizoen van 1911 werd het vervangen door een idee uit 1910 van schrijver Jean-Louis Vaudoyer. Deze wou het gedicht Le Spectre de la rose, door Théophile Gautier, samenbrengen met Carl Maria von Webers pianostuk Afforderung zum Tanz. Het ballet ging in première op 19 april 1911, in het Théâtre de Monte Carlo te Monaco. Vaslav Nijinsky danste toen als de geest van de roos. Tamara Karsavina vertolkte de rol van de jonge vrouw. In 1982 interpreteerde Roedolf Noerejev de geest.
Serge Lifar verzorgde in 1931 een revival van Le spectre de la rose voor wat later het Ballet Russe de Monte Carlo werd. Lifar danste het stuk samen met Tamara Toumanova. Het Sadler's Wells Ballet nam Le spectre in zijn repertoire op in 1946. Tamara Karsavina reconstrueerde hiervoor de choreografie van Fokine. Karsavina leerde de rol die ze zelf nog danste aan Margot Fonteyn aan. Ook Lydia Lopokova, Vera Fokina, Tatiana Riaboetsjinska en Nathalie Leslie dansten als de debutante.
Le spectre de la rose was gemaakt voor de bijzondere talenten van Vaslav Nijinsky. Andere dansers in de rol van de geest hadden er soms moeilijkheden mee. Vooral het atletische sprongenwerk had aantrek bij het publiek. Le spectre werd hierdoor gauw een 'stuntballet'. Ook raakte de rol van de jonge vrouw snel vergeten. Deze werd voor ballerina's een routine eerder dan een glansrol.

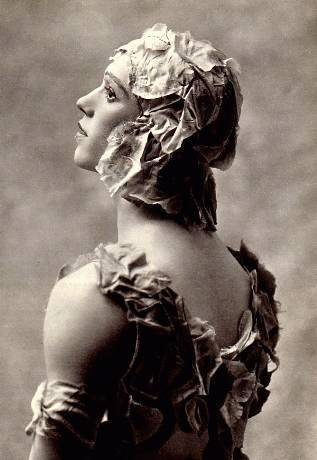
Vaslav Nijinsky als de geest (Ballets Russes, 1911)
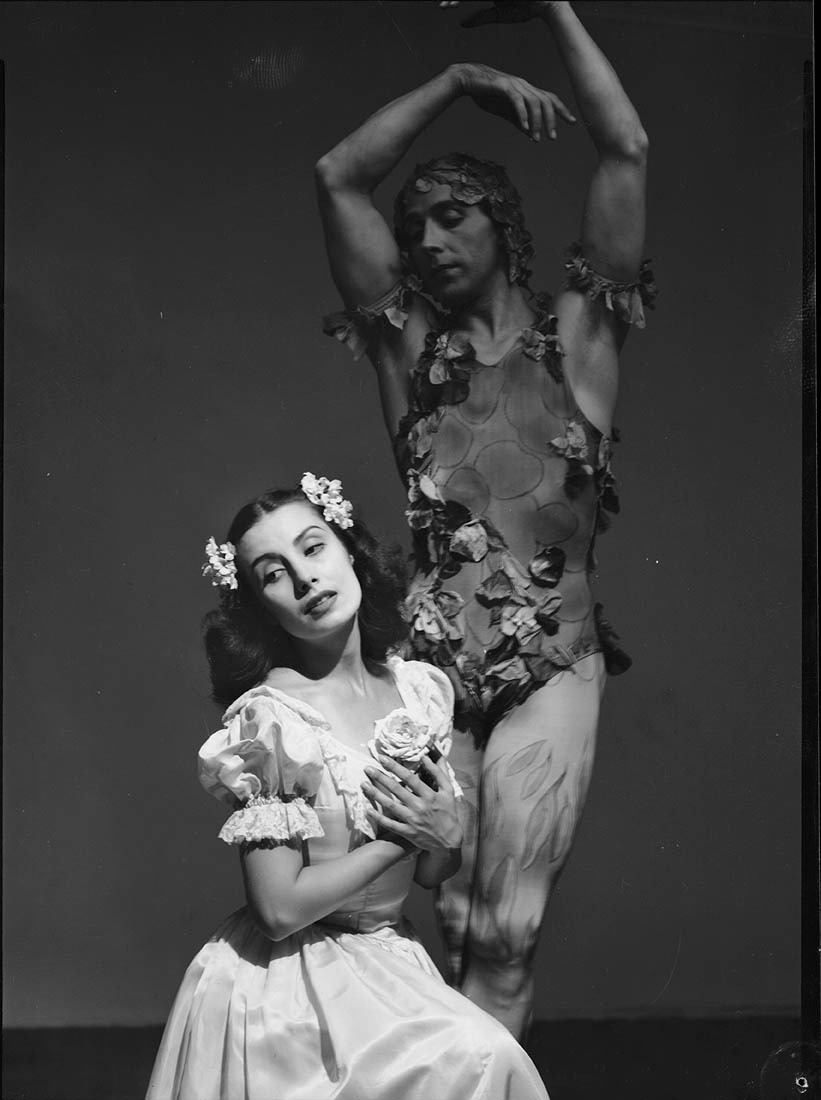
Tamara Toumanova en Serge Lifar (Monte Carlo Ballet Russe, 1940)
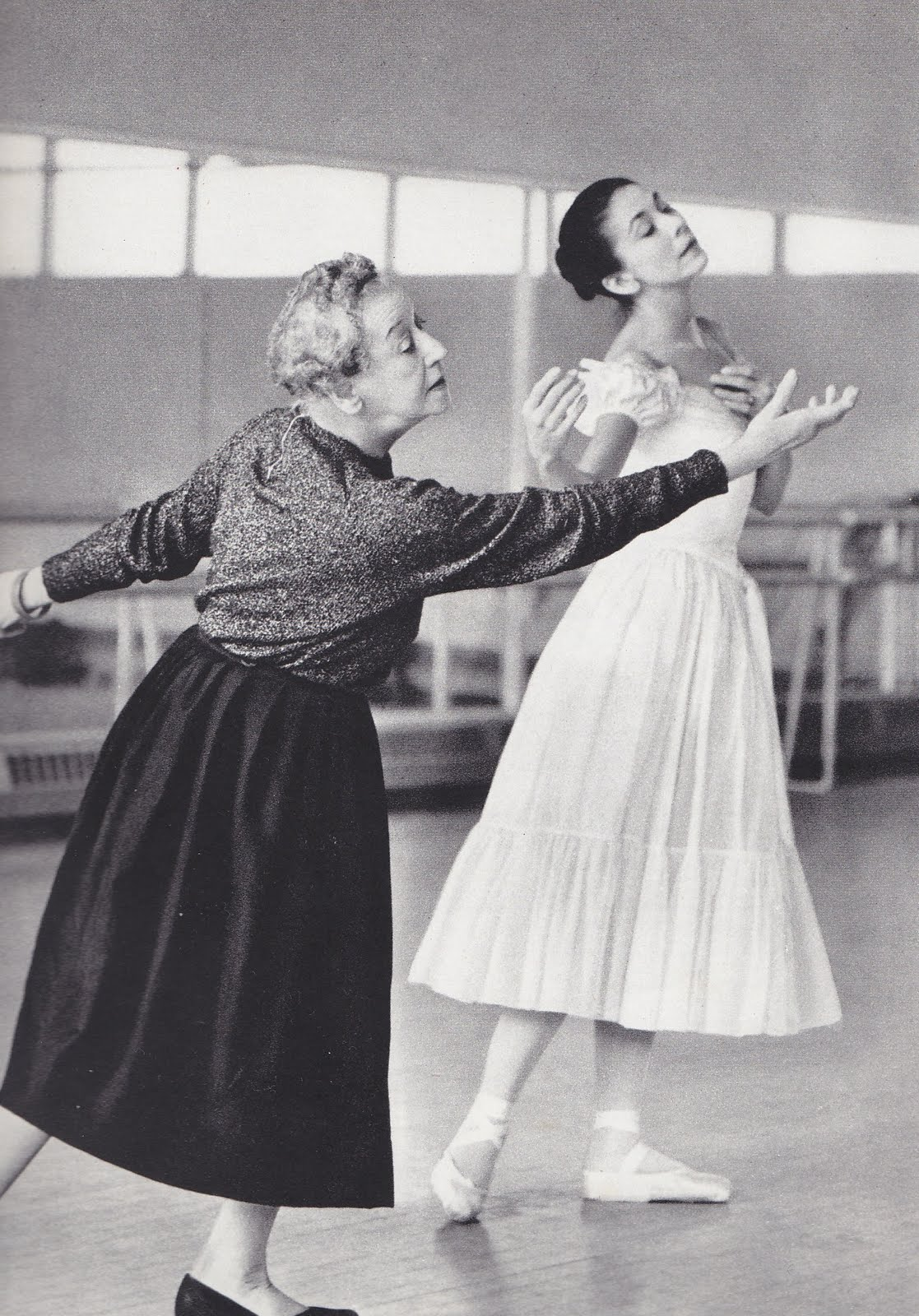
Tamara Karsavina geeft Margot Fonteyn instructies over haar rol (ca. 1946)